# Fuerza Aérea Argentina
La Fuerza Aérea Argentina, spesso abbreviata in FAA, è l'attuale aeronautica militare dell'Argentina e parte integrante delle Fuerzas Armadas de la República Argentina, le forze armate della nazione sudamericana.
Nel 1945 acquisisce l'autonomia dalle forze armate continuando le tradizioni aeronautiche del precedente Servicio Aéronautico del Ejército fondato nel 1912, la quale ne fa una delle prime forze aeree mondiali ad essere costituita.
Rimasto al di fuori dei conflitti mondiali di inizio e metà del XX secolo, venne coinvolta nell'unica guerra realmente combattuta, la Guerra delle Falkland del 1982, dove si impegnò coraggiosamente per contrastare le notevoli forze navali britanniche inviate per riconquistare le isole. I suoi piloti subirono numerose perdite contro le forze aeronavali britanniche, ma inflissero a loro volta importanti danni, dimostrando valore e preparazione durante i pericolosi attacchi anti-nave portati contro la squadra navale della Royal Navy.

## Organizzazione
La Fuerza Aérea Argentina è una delle tre forze, assieme all'Ejército Argentino ed alla Armada de la República Argentina, che costituiscono le Fuerzas Armadas de la República Argentina e che godono della stessa parità di status. Al vertice dell'aeronautica militare, come delle altre forze armate, si trova il Presidente che detiene il grado di comandante in capo.
L'aeronautica militare è comandata dal Jefe del Estado Mayor General, equivalente all'italiano Capo di Stato Maggiore dell'Aeronautica, direttamente nominato ed eventualmente rimosso dal Presidente. Questo detiene normalmente l'equivalente grado di Generale di Brigata, il più alto grado della forza aerea. Il Capo di Stato Maggiore è coadiuvato da un generale superiore e da quattro alti ufficiali responsabili delle forze aeree dei quattro Comandi: il Comando delle operazioni aeree, il Comando di operazione aerea, il Comando del personale e il Comando materiali.
Il Comando di operazione aerea, in spagnolo Comando de Operaciones Aéreas, è il ramo dell'aeronautica militare responsabile della difesa aerea, operazioni aeree, pianificazione, formazione, supporto tecnico e logistico delle unità aeree. Subordinato al Comando delle operazioni sono le Brigate aeree (Brigadas Aéreas), le principali unità operative del settore. Attualmente sono operative un totale di otto Brigadas Aéreas. Le Brigate hanno sede nelle basi aeree militari (Base Aérea Militar, comunemente abbreviata "BAM").
Ogni brigata aerea è composta da tre gruppi, ognuno dei quali reca lo stesso numero di reparto. Questi gruppi comprendono:
- Un Grupo Aéreo, che gestisce i velivoli assegnati alla Brigata. Il Gruppo si divide in un numero variabile di Squadroni.
- Un Grupo Técnico, con l'incarico di manutenzione e riparazione delle unità in forza alle Brigate.
- Un Grupo Base, responsabile della stessa base aerea, delle previsioni meteorologiche, di controllo di volo, la manutenzione della pista e di tutte le altre attività di supporto.

La composizione e dislocazione dei reparti di volo è la seguente:
Escuela de Aviación Militar - Base Aérea Córdoba
- Grupo Aéreo Escuela
  - Escuadrón Mentor (Grob 120TP)
  - Escuadrón Tucano (EMB312A)
  - Escuadrón Convencionales (Hughes 369 e FMA IA-46)
  - Escuadrilla de Volovelismo (Janus, L-23 Super Blanik, Nimbus, Phoebus, Pirat, Super Astir, Twin Astir)

I Brigada Aérea - Base Aérea El Palomar
- Grupo Aéreo 1
  - I Escuadrón (C-130H, KC-130H e L100-30)
  - II Escuadrón (F28-1000 e F28-4000)
  - Agrupación Aérea Presidencial (Lj60, S-70A e S-76B)

II Brigada Aérea - Base Aérea "General Urquiza" - Paraná
- Grupo Aéreo 2
  - II Escuadrón Aerofotográfico (Lj35A)
  - IV Escuadrón Fokker (F27-400 e F27-600)
  - Escuadrón Convencionales (Ce182)

III Brigada Aérea - Base Aérea Reconquista
- Grupo Aéreo 3 de Ataque
  - I Escuadrón Operativo (IA-58A/D Pucará)
  - II Escuadrón Operativo (IA-58A/D Pucará)
    -       - Escuadrón Convencionales (Ce182 e RC500U)

IV Brigada Aérea - Base Aérea "El Plumerillo" - Mendoza
- Grupo Aéreo 4 de Caza y Caza-Bombardeo 
  - I Escuadrón de Caza-Bombardeo (IA-63 Pampa II)
  - III Escuadrón de Búsqueda y Rescate y Tareas Especiales (SA315B)
  - IV Escuadrón "Cruz del Sur" (Su-29AR)
  - Escuadrón Convencionales (Ce182 e RC500U)

V Brigada Aérea - Base Aérea Villa Reynolds
- Grupo Aéreo 5 de Caza
  - I Escuadrón (OA-4AR Fightinghawk)
  - II Escuadrón (OA-4AR)
  - Escuadrón Convencionales (Ce182 e RC500U)

VII Brigada Aérea - Base Aérea "Jose C.Paz" - Aeropuerto Mariano Moreno
- Grupo Aéreo 7
  - I Escuadrón Búsqueda y Salvamento (Bell 212, Bell 412EP e UH-1N)
  - II Escuadrón Táctico (RH500D e RH500E)
  - III Escuadrón (Mi-17E)
  - IV Escuadrón (H369HM e RH500C)

IX Brigada Aérea - Base Aérea "General Mosconi" - Comodoro Rivadavia
- Grupo Aéreo de Transporte 9
  - VI Escuadrón Aéreo de Transporte (DHC-6-200 e SF340)

Sono anche operativi i seguenti reparti di supporto:
- Comando de Personal, responsabile dell'addestramento, l'assegnazione ed il benessere del personale della FAA. Sotto la direzione del Comando del personale c'è la scuola aerea militare, che addestra i futuri ufficiali, la scuola sottufficiali ed altre unità di formazione ed istruzione.
- Comando de Material, che si occupa di pianificazione e di esecuzione della FAA per quanto riguarda la logistica di volo e di terra di materiale. Il comando comprende le "Quilmes" e "Río Cuarto" aree de Material (unità di riparazione e manutenzione) e l'unità logistica "El Palomar".
- Comando de Regiones Aéreas, responsabile del controllo del traffico aereo, delle previsioni meteorologiche, della registrazione di velivoli e piloti civili, delle indagini in caso di incidente (sia civile che militare) e comunicazioni aeree. Vale anche la pena di notare che funge da autorità nazionale in materia di trasporto aereo.

## Gradi

### Ufficiali
Il grado più alto nella Fuerza Aérea Argentina è Brigadier Generale, che è riservato al Jefe del Estado mayor general de la Fuerza Aérea o al Capo di Stato maggiore delle forze armate (Jefe del Estado Mayor Conjunto de las Fuerzas Armadas Argentinas), nel caso appartenesse alla Fuerza Aérea. Il grado di Teniente general ha come corrispondente nell'Aeronautica Militare Italiana quello di Generale di squadra aerea con incarichi speciali, riservato al Capo di stato maggiore dell'Aeronautica Militare e a quello di generale che nelle forze armate italiane è riservato al Capo di stato maggiore della difesa nel caso appartenga all'Aeronautica Militare.
| Distintivo di grado | Equivalente NATO | Grado in spagnolo | grado in italiano                                           | Equivalente Aeronautica militare                          |
| ------------------- | ---------------- | ----------------- | ----------------------------------------------------------- | --------------------------------------------------------- |
|                     | OF-9             | Brigadier General | Brigadier Generale                                          | generale Generale di squadra aerea con incarichi speciali |
|                     | OF-8             | Brigadier Mayor   | Brigadiere-Maggiore                                         | Generale di squadra aerea Generale di divisione aerea     |
|                     | OF-7             | Brigadier         | Brigadiere                                                  | Generale di brigata aerea                                 |
|                     | OF-6 (onorario)  | Comodoro Mayor    | Commodoro Maggiore (grado oonorario conferito ai Commodoro) | non equivalente                                           |
|                     | OF-5             | Comodoro          | Commodoro                                                   | Colonnello                                                |
|                     | OF-4             | Vicecomodoro      | Vice-Commodoro                                              | Tenente colonnello                                        |
|                     | OF-3             | Mayor             | Maggiore                                                    | Maggiore                                                  |
|                     | OF-2             | Capitán           | Capitano                                                    | Capitano                                                  |
|                     | OF-1             | Primer Teniente   | Primo tenente                                               | Tenente                                                   |
|                     | OF-1             | Teniente          | Tenente                                                     | sottotenente                                              |
|                     | OF-D             | Alférez           | Alfiere                                                     | Non equivalente                                           |

### Sottufficiali e comuni
| Distintivo di grado | Equivalente NATO | Grado in spagnolo    | grado in italiano            | Equivalente Aeronautica militare |
| ------------------- | ---------------- | -------------------- | ---------------------------- | -------------------------------- |
|                     | OR-9             | Suboficial Mayor     | Sottufficiale maggiore       | maresciallo di prima classe      |
|                     | OR-8             | Suboficial Principal | Sottufficiale principale     | maresciallo di seconda classe    |
|                     | OR-7             | Suboficial Ayudante  | Sottufficiale aiutante       | sergente maggiore aiutante       |
|                     | OR-6             | Suboficial Auxiliar  | Sottufficiale ausiliario     | sergente maggiore                |
|                     | OR-5             | Cabo Principal       | Capo principale              | sergente                         |
|                     | OR-4             | Cabo Primero         | Primo capo                   | Primo aviere capo                |
|                     | OR-3             | Cabo                 | Capo                         | Aviere capo                      |
|                     | OR-2             | Voluntario Primero   | Volontario di prima classe   | Aviere scelto                    |
|                     | OR-1             | Voluntario Segundo   | Volontario di seconda classe | Aviere                           |

## Aeromobili in uso
Sezione aggiornata annualmente in base al World Air Force di Flightglobal del corrente anno. Tale dossier non contempla UAV, aerei da trasporto VIP ed eventuali incidenti accorsi durante l'anno della sua pubblicazione. Modifiche giornaliere o mensili che potrebbero portare a discordanze nel tipo di modelli in servizio e nel loro numero rispetto a WAF, vengono apportate in base a siti specializzati, periodici mensili e bimestrali. Tali modifiche vengono apportate onde rendere quanto più aggiornata la tabella.
| Aeromobile                           | Origine     | Tipo                                              | Versione (denominazione locale) | In servizio (2024) | Note | Immagine |
| Aerei da combattimento               |             |                                                   |                                 |                    | |          |
| Lockheed Martin F-16 Fighting Falcon | Stati Uniti | cacciabombardiereconversione operativa            | F-16AMF-16BM                    | 01                 | 20 F-16AM e 4 F-16BM (equivalenti ai Block 50/52) acquistati di seconda mano dalla Flyvevåbnet danese il 16 aprile 2024. Primo esemplare, un F-16BM, consegnato il 16 dicembre 2024. |          |
| Lockheed Martin A-4AR Fightinghawk   | Stati Uniti | aerei da attacco al suolo                         | A-4AR                           | 11                 | 32 A-4M e 4 TA-4F ex Marines acquistati nel 1994 ed aggiornati allo standard A-4AR Fightinghawk, consegnati tra il 1997 ed il 2000 dopo essere stati sottoposti ad un programma di aggiornamento. Il programma, gestito da Lockheed Martin, comprendeva ammodernamento del motore, cellula ed avionica, con l'installazione di sensoristica allo stato dell'arte, compreso il radar AN/APG-66V2. Tutti gli A-4AR furono messi a terra il 26 gennaio 2016 per carenza di pezzi di ricambio. Il 17 febbraio 2017 il ministero della difesa comunicò che ogni decisione sull'acquisto di un nuovo cacciabombardiere sarebbe stata rinviata al 2018, e che avrebbero cercato di mantenere operativi 12-14 A-4AR. Un monoposto è stato perso in un incidente il 15 luglio 2024. |          |
| FMA IA-63 Pampa III                  | Argentina   | aerei da attacco al suolo                         | AT-63 Pampa III                 | 11                 | 6 IA-63 Pampa III nuovi ordinati e tutti consegnati al 27 marzo 2020. Ulteriori 3 Pampa III, come aggiornamento di Pampa II già in servizio, sono stati ordinati il 7 marzo 2019. Ulteriori 6 Pampa III ordinati a maggio 2021, il primo dei quali è stato consegnato ad aprile 2022. Un ulteriore Pampa III consegnato il 18 maggio 2023. |          |
| Aerei per impieghi speciali          |             |                                                   |                                 |                    | |          |
| Learjet C-21                         | Stati Uniti | aereo per guerra elettronicaaereo da ricognizione | Lj 35 (EW)Lj 36 Recce           | 1                  | 4 Learjet 35A per sorveglianza ed intelligence elettronica acquistati nel 1977-1981, aggiornati con nuovi equipaggiamenti, uno dei quali convertito nel 2013 come piattaforma ELINT/SIGINT. |          |
| FMA IA-58 Pucará Fénix               | Argentina   | aereo da ricognizione                             | IA-58H                          | 1                  | Versione da ricognizione e sorveglianza dei confini subentrata alla versione da attacco leggero che è stata radiata ad ottobre 2019. Questa è dotata di due nuove turboeliche Pratt & Whitney Canada PT-6A-62 migliorate, nuove eliche a quattro pale, una torretta elettro-ottica della Fixview dotata di sensori agli infrarossi, un datalink ed un radar ad apertura sintetica. Al momento della presentazione risultava convertito un solo aereo, ma l'Aeronautica spera che ne vengano convertiti almeno altri due. Sono 15, in totale, gli aerei che dovrebbero essere aggiornati alla nuova versione. |          |
| Aerei per il rifornimento in volo    |             |                                                   |                                 |                    | |          |
| Lockheed KC-130 Hercules             | Stati Uniti | aereo per il rifornimento in volo                 | KC-130H                         | 2                  | 2 KC-130H consegnati nel 1979. |          |
| Aerei da trasporto                   |             |                                                   |                                 |                    | |          |
| de Havilland Canada DHC-6 Twin Otter | Canada      | aerei da trasporto                                | DHC-6-400                       | 4                  | 8 DHC-6 consegnati, aggiornati a standard simile al Twin Otter 400 nel 2015-2018. L'aggiornamento comprende nuovi motori Pratt & Whitney Canada PT6A-27 da 620shp di potenza, eliche di tipo "Paddle" Hartzell a tre pale, sistemi di frenatura di Cleveland W & B, suite avionica Rockwell Collins comprendente un radar meteo Bendix, navigatore GPS, nonché una nuova cabina di pilotaggio con schermi LCD Garmin e una nuova suite per lecomunicazioni. |          |
| Saab 340                             | Svezia      | aerei da trasporto                                | Saab 340B                       | 5                  | 3 Saab 340B consegnati nel 2009. Quattro esemplari in servizio al febbraio 2023, di cui uno acquistato nello stesso mese dalla società statunitense C&L Aerospace. |          |
| Airbus C-295                         | Europa      | aerei da trasporto                                | C-295                           | 0                  | 2 aerei ordinati ed un requisito per 8 esemplari. |          |
| Embraer ERJ 140                      | Brasile     | aerei da trasporto                                | ERJ-140LR                       | 2                  | 2 ERJ-140LR ex American Eagle acquistati a dicembre 2023. Primo esemplare consegnato ad inizio febbraio 2024. Secondo esemplare consegnato a fine febbraio 2024. |          |
| Lockheed C-130 Hercules              | Stati Uniti | aerei da trasporto                                | C-130HL-100-30                  | 41                 | 3 C-130E entrati in servizio dal dicembre 1968, 5 C-130H nel 1971-1975, 1 L-100 nel 1982, più 5 C-130B ex USAF nel 1992-1994, ma destinati alla cannibalizzazione. 5 aerei sono in fase di aggiornamento il che li porterà ad allungare la vita operativa di ulteriori 20 anni. L'ultimo dei cinque aerei aggiornati è stato consegnato il 22 dicembre 2022. Un ulteriore C-130H ex USAF acquistato a gennaio 2023 e consegnato a giugno dello stesso anno. |          |
| Beechcraft TC-12 Huron               | Stati Uniti | aerei da trasporto                                | TC-12BUC-12B                    | 6                  | 9 Beechcraft TC-12B e 1 UC-12B Huron ex US Navy acquistati ad aprile 2021, con consegne iniziate il 26 agosto 2021 e che termineranno entro il 2024. Saranno utilizzati per collegamenti tra le basi e l'addestramento dei piloti destianti alla linea trasporto della forza armata. |          |
| Basler BT-67                         | Stati Uniti | aerei da trasporto                                | BT-67                           | 0                  | Il 18 aprile 2024 il Dipartimento di Stato americano ha autorizzato l'Argentina all'acquisto di 2 BT-67, aerei che saranno utilizzati per i voli in Antartide. |          |
| Boeing 737                           | Stati Uniti | aereo trasporto VIPaereo da trasporto             | B737-500B737-700                | 1                  | 1 B737-500 consegnato nel 2014. Un ulteriore B737-700 ex SAS è stato acquistato a dicembre 2020 ed è stato consegnato alla fine di aprile 2021. Il B737-500 appartenente alla Flota Aérea Presidencial, da marzo 2024 è stato trasferito definitivamente alla FAA che, fino a quel momento, forniva solo gli equipaggi. |          |
| Learjet 60                           | Stati Uniti | aerei trasporto VIP                               | Learjet 60                      | 1                  | 1 Learjet 60 da trasporto VIP consegnato nel 1998. Impiegato dalla Flota Aérea Presidencial, ma di proprietà della FAA. |          |
| Boeing 757                           | Stati Uniti | aerei trasporto VIP                               | B757-256 VVIP                   | 1                  | 1 B757 757-23A in servizio dal 1992 al 2016. 1 B757-256 VVIP acquistato di seconda mano da C&L Aerospace ad aprile 2023 e consegnato nel maggio dello stesso anno. Appartenente alla Flota Aérea Presidencial, da marzo 2024 trasferito definitivamente alla FAA che, fino a quel momento, forniva solo gli equipaggi. |          |
| Fokker F28                           | Paesi Bassi | aerei trasporto VIP                               | F28-1000C                       | 2                  | 6 consegnati a partire dal 1978, l'ultimo dei quali era stato ritirato a settembre 2019. Non essendoci fondi per ordinare nuovi aerei da trasporto VIP, l'ultimo F28 ad essere stato ritirato, il TC-52, è stato riportato in condizioni di volo il 23 dicembre 2019. Utilizzati sia per il trasporto VIP, sia per operazioni MEDEVAC. Un secondo F28 (il TC-53) verrà riportato in servizio per fine 2020. |          |
| Aerei da addestramento               |             |                                                   |                                 |                    | |          |
| Tecnam P2002 Sierra                  | Italia      | aereo da addestramento basico                     | P2002JF                         | 10                 | 8 presi con un contratto di leasing per 18 mesi e 5.846 ore di volo. Ulteriori P2002JF acquistati nel 2023 e ricevuti il 23 agosto 2024. |          |
| Embraer EMB-312 Tucano               | Brasile     | aerei da addestramento                            | EMB-312A                        | 12                 | 30 EMB-312A consegnati tra il 1987 ed il 1988 impiegati per l'addestramento, ma anche per missioni COIN. |          |
| Grob G 120                           | Germania    | aerei da addestramento                            | G 120TP-A                       | 8                  | 10 G 120TP-A consegnati nel 2013-2014. |          |
| FMA IA-63 Pampa                      | Argentina   | aerei da addestramento                            | IA-63 Pampa IIA-63 Pampa II     | 16                 | 18 IA-63 Pampa consegnati dal 1984 al 1995. Nel 2000 fu assegnato a FMA-Lockheed Martin un contratto da 230 milioni di dollari per la produzione di ulteriori 12 nuovi IA-63 Pampa II e l'aggiornamento dei 17 Pampa I ancora in servizio, ma la crisi del 2001-2002 portò alla sospensione del programma e la conseguente consegna di soli 6 aerei nel 2006-2007. 3 Pampa II saranno aggiornati allo standard Pampa III. |          |
| Beechcraft T-6 Texan II              | Stati Uniti | aerei da addestramento                            | T-6CT-6C+                       | 12                 | Il fabbisogno indicato è di 24 esemplari. Ad agosto 2017 sono stati ordinati 12 esemplari. 4 esemplari saranno aggiornati alla versione T-6C+ entro novembre 2018. |          |
| Elicotteri                           |             |                                                   |                                 |                    | |          |
| Mil Mi-171 Hip                       | Russia      | elicottero da trasporto pesante                   | Mi-171E Hip-K                   | 2                  | 2 Mi-171E consegnati nel 2012. |          |
| Aérospatiale SA 315 Lama             | Francia     | elicottero da addestramento                       | SA 315B                         | 5                  | |          |
| Bell 212                             | Stati Uniti | elicotteri utility                                | Bell 212A                       | 8                  | |          |
| Bell 412                             | Stati Uniti | elicotteri utility                                | Bell 412EP                      | 6                  | 4 ordinati e consegnati a dicembre 2017, che vanno ad integrare i due 412EP consegnati nel 2013. |          |
| MD Helicopters MD 500                | Stati Uniti | elicotteri utility                                | MD500D                          | 8                  | 30 MD500D ricevuti a partire dal 1968. 9 in servizio al gennaio 2023. |          |
| Bell 407                             | Stati Uniti | elicotteri utility                                | Bell 407GXi                     | 1                  | 3 Bell 407GXi selezionati a febbraio 2023, e ordinati il giugno successivo. Primo esemplare consegnato il 25 ottobre 2023. |          |
| Sikorsky S-70 Black Hawk             | Stati Uniti | elicotteri da trasporto VIP                       | S-70A-30                        | 1                  | 1 S-70A-30 acquistato nel 1994. Appartenente alla Flota Aérea Presidencial, da marzo 2024 trasferito definitivamente alla FAA che, fino a quel momento, forniva solo gli equipaggi. |          |
| Sikorsky S-76 Spirit                 | Stati Uniti | elicotteri da trasporto VIP                       | S-76B                           | 1                  | 2 S-76B acquistati nel 1996. Appartenenti alla Flota Aérea Presidencial, da marzo 2024 trasferiti definitivamente alla FAA che, fino a quel momento, forniva solo gli equipaggi. |          |

## Aeromobili ritirati
- Boeing Vertol CH-47C Chinook - 3 esemplari (1980-2002)[83][84]
- Piper PA-31 Navajo
- FMA IA-58D Pucará - 108 esemplari (1975-2019)[8][30][31][32][85]
- IAI Nesher/Dagger - 39 esemplari (?-2015)[8][86]
- Mirage IIIC - 21 esemplari (1970-2015)[8][86]
- Mirage IIICJ - 22 esemplari (1970-2015)[8][86]
- Dassault Mirage 5 - 10 esemplari (?-2015)[8][86]
- Beechcraft T-34C Mentor
- Douglas A-4C/P Skyhawk - 91 esemplari (1966-?)[8]
- Boeing 757-23A - 1 esemplare (1992-2016)[57][56]
- English Electric Canberra (1967-?)
- North American F-86 Sabre  - 28 esemplari (1960-1986)
- Sikorsky H-19 Chickasaw - 6 esemplari (1962-1968)[87]
- Sikorsky S-55 - 2 esemplari (1954-1968)[87]
- Avro Lancaster (1948 - ?)
- Gloster Meteor (1947-1970)
- Fiat G.55 Centauro (1947-1954)
- Curtiss P-36 Hawk (?-1954)
- Martin B-10

## Programmi futuri
In una intervsita presente nel sito web infodefensa.com il comandante in capo dell'Aeronautica militare argentina Xavier Isaac definiva il MiG-35 come uno dei candidati per il nuovo caccia.